# Mocksville
Mocksville är administrativ huvudort i Davie County i North Carolina. Orten har fått sitt namn efter markägarfamiljen Mock. Enligt 2010 års folkräkning hade Mocksville 5 051 invånare.